# Ernie Ladd
Pour les articles homonymes, voir Ladd.
(en) Statistiques sur pro-football-reference
(en) Statistiques sur statscrew
Ernest Ladd, né le 28 novembre 1938 et mort le 10 mars 2007, est un joueur américain de football américain, et un catcheur (lutteur professionnel).
Il est d'abord joueur de football américain au poste de defensive tackle à l'Université d'État de Grambling avant de passer professionnel en 1961.
Les Bears de Chicago le choisissent durant la Draft NFL 1961 (en) mais il préfère signer chez les Chargers de San Diego en American Football League (AFL). Avec les Chargers, il est à quatre reprises finaliste du championnat et remporte le titre en 1963. Il participe aussi à l'AFL All Star Game entre 1962 et 1965. Il part ensuite chez les Oilers de Houston puis chez les Chiefs de Kansas City.
Il devient catcheur durant les intersaisons puis à plein temps à partir de 1968. Il est surtout célèbre à la Mid-South Wrestling, une fédération qui couvre les états de la Louisiane, l'Oklahoma, l'Arkansas et le Mississippi. Il arrête sa carrière de catcheur en 1988.
Il est membre du Hall of Fame de l'AFL et du WWE Hall of Fame.

## Jeunesse
Ladd grandit à Orange dans le Texas et fait partie des équipes de basketball et de football américain de son lycée. Il obtient une bourse universitaire à l'Université d'État de Grambling au départ pour faire partie de l'équipe de basketball. Une fois à l'université, il rencontre Eddie Robinson qui veut de lui dans son équipe de football américain car il a un physique impressionnant. Il joue au poste de defensive tackle chez les Tigers jusqu'en 1960.

## Carrière de joueur de football américain
En 1961, il est choisi par les Bears de Chicago au 4e tour de la Draft NFL 1961 (en) ainsi que par les Chargers de San Diego au 15e tour de la draft (en) de l'American Football League (AFL),. Il choisit de jouer pour les Chargers et forme le Fearsome Foursome de la défense avec Ron Nery (en), Bill Hudson (en) et Earl Faison (en). Durant sa première saison, il aide son équipe à atteindre la finale du championnat et fait partie des AFL All-Pros de la saison,.

## Palmarès au catch
- Central States Wrestling
  - NWA Central States Tag Team Championship, une fois avec Bruiser Brody
- Championship Wrestling from Florida
  - NWA Florida Heavyweight Championship, une fois
  - NWA Florida Southern Heavyweight Championship, une fois
- Georgia Championship Wrestling
  - NWA Georgia Tag Team Championship, une fois avec Ole Anderson
  - NWA Big Time Wrestling
  - NWA American Heavyweight Championship, une fois
  - NWA Texas Brass Knuckles Championship, une fois
  - NWA Texas Heavyweight Championship, une fois
  - NWA Hollywood Wrestling
  - NWA Americas Heavyweight Championship, trois fois
  - NWA Tri-State | Mid-South Wrestling Association
  - Mid-South Louisiana Heavyweight Championship, deux fois
  - Mid-South North American Heavyweight Championship, une fois
  - Mid-South Tag Team Championship, deux fois avec Leroy Brown
  - NWA Arkansas Heavyweight Championship, une fois
  - NWA North American Heavyweight Championship (Tri-State version), quatre fois
  - NWA United States Tag Team Championship (Tri-State version), une fois avec The Assassins (en)
- National Wrestling Federation
  - NWF Brass Knuckles Championship, une fois
  - NWF Heavyweight Championship, une fois
  - NWF North American Heavyweight Championship, deux fois
- Pro Wrestling Illustrated
  - Classé 205e des 500 meilleurs catcheurs en 2003[8]
- World Championship Wrestling
  - Membre du WCW Hall of Fame (1994)
- World Wrestling Association
  - WWA World Heavyweight Championship, une fois
  - WWA World Tag Team Championship, une fois avec Baron Von Raschke
- World Wrestling Council
  - WWC North American Heavyweight Championship, une fois
- World Wrestling Federation/Entertainment
  - Membre du WWE Hall of Fame (1995)
- Wrestling Observer Newsletter
  - Membre du Wrestling Observer Hall of Fame (1996)